# Erreà
Ереа (итал. Erreà) је италијански произвођач спортске опреме. Ереа је права италијанска компанија која је акретитована Оеко-текс стандард цертификатом који осигурава да је материјал направљен од нештетних материја и хемикалија.

## Историјат
Основана 1988. године, сједиште компаније се налази у Сан Поло ди Ториле, у близини Парме. Оснивач компаније је Ангело Грандолфи који је и данас власник.
Ереа улази у енглески фудбал 1994. године када потписује уговор са тадашњим премијерлигашем Мидлсброом које је трајао дуги низ година. Компанија је имала још једно спонзорство у премијер лиги и то 2011. године са екипом Норича.
У 2013. години компанија је прославила 25 година постојања са презентацијом својих главних клијената које спонзоришу из свијета фудбала. У те клубове спадају: ФК Парма, ФК Аталанта, ФК Норич Сити, ФК Брајтон, ФК Блекпул, ФК Рајо Ваљекано, ФК Нумансија, ФК Алкоркон, ФК АДО Ден Хаг и ФК Нант.

## Спонзорства

### Телевизија
- Шампиони против Звијезда сезона 3

### Кошарка
- UBC Güssing Knights
- Wörthersee Piraten
- КК Левен берс
- КК Шорал Роан
- Hyères-Toulon Var Basket
- КК ЖДА Дижон
- Saint-Chamond Basket
- КК Гисен фортисиксерси
- КК Бреша Леонеса
- Basket Ferentino
- Fortitudo Agrigento
- КК Бјела
- КК Пистоја 2000
- КК Рејер Венеција Местре
- Roseto Sharks
- КК Скалигера Верона
- Universo Treviso Basket
- КК Гуерино Ваноли
- КК Викторија либертас Пезаро
- КК Билбао
- CB Bahía San Agustín
- КК ПАОК

### Бициклизам
- Италијанска бициклистичка федерација

### Фудбал
- Gimnasia y Esgrima de Mendoza
- Austria Klagenfurt
- First Vienna
- KSV Oostkamp
- Atlético Tubarão
- Íbis
- J.Malucelli
- Caxias
- Guarulhos
- Concórdia
- CSKA 1948 Sofia
- Pirin Blagoevgrad
- Once Caldas
- Ashford United
- Brimsdown FC
- ФК Блекпул
- Chatham Town
- Bognor Regis Town
- Boreham Wood
- Chelmsford City
- Cheltenham Town
- Crawley Town
- F.C. United of Manchester
- Grimsby Town
- Lincoln City
- ФК Норич Сити
- Milton Keynes Dons
- Port Vale
- ФК Квинс Парк рејнџерси
- Rochdale
- Shrewsbury Town
- Walsall
- FC Lazarus
- Fortuna Köln
- ÍA
- Catanzaro
- Chieri
- Crema
- Feralpisalò
- ФК Парма
- ФК Делфино Пескара 1936
- Pontedera
- Potenza
- ФК Про Верчели
- Renate
- Vis Pesaro
- Mathare United
- Jonava
- ФК АДО Ден Хаг
- ФК Јагелонија Бјалисток
- Botoșani
- Ohod
- Al-Raed
- Rayon Sports
- Inverness Caledonian Thistle
- Glasgow South AFC
- Compostela
- ФК Гранада
- CD Illescas
- Numancia
- FC ViOn
- НД Горица
- Metalist 1925
- Polysya Zhytomyr
- Cefn Druids
- Newtown AFC
- Al-Gharafa SC

### Рагби
- Викан Вориорси
- London Broncos
- Hunslet RLFC
- London Skolars
- Dewsbury Rams
- Тулуза
- York City Knights
- Wales RL
- Jamaica RL
- Swinton Lions
- USAP Perpignan

### Одбојка
- Денвер

## Спонзорства репрезентацијама

### Кошарка
- Руанда
- Украјина
- Исланд

### Фудбал
- Етиопија
- Исланд
- Кувајт
- Руанда
- Нова Каледонија

### Одбојка
- Белгија
- Доминиканска Република
- Словачка
- Француска
- Италија
- Холандија